# البديع (الشرية)

تعديل مصدري - تعديل

البديع هي إحدى قرى عزلة آل غنيم بمديرية الشرية التابعة لمحافظة البيضاء، بلغ تعداد سكانها 134 نسمة حسب تعداد اليمن لعام 2004.